# Doze profetas de Aleijadinho

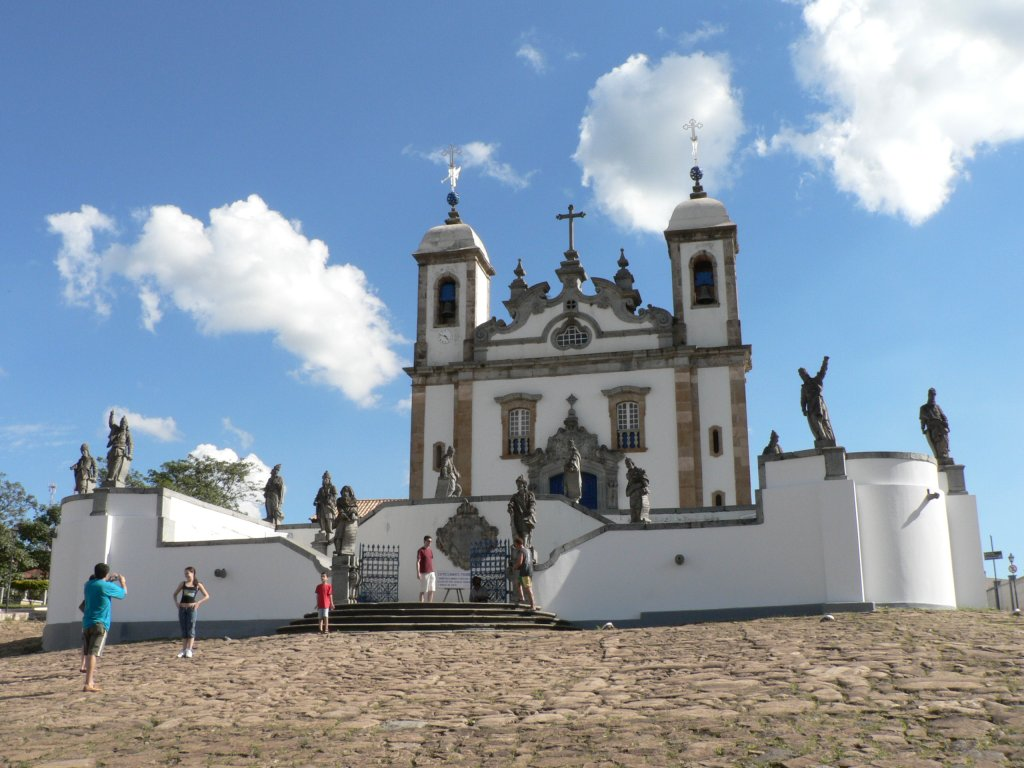
Da esquerda para direita: Amós, Abdias, Jonas, Baruque, Isaías, Daniel, Jeremias, Oseias, Ezequiel, Joel, Habacuque e Naum

Os Doze Profetas são um conjunto de esculturas em pedra-sabão feitas entre 1800 a 1805 pelo artista Antônio Francisco Lisboa, conhecido como Aleijadinho, localizadas no adro do Santuário do Bom Jesus de Matosinhos, no município de Congonhas.

## Os doze profetas

### Isaías

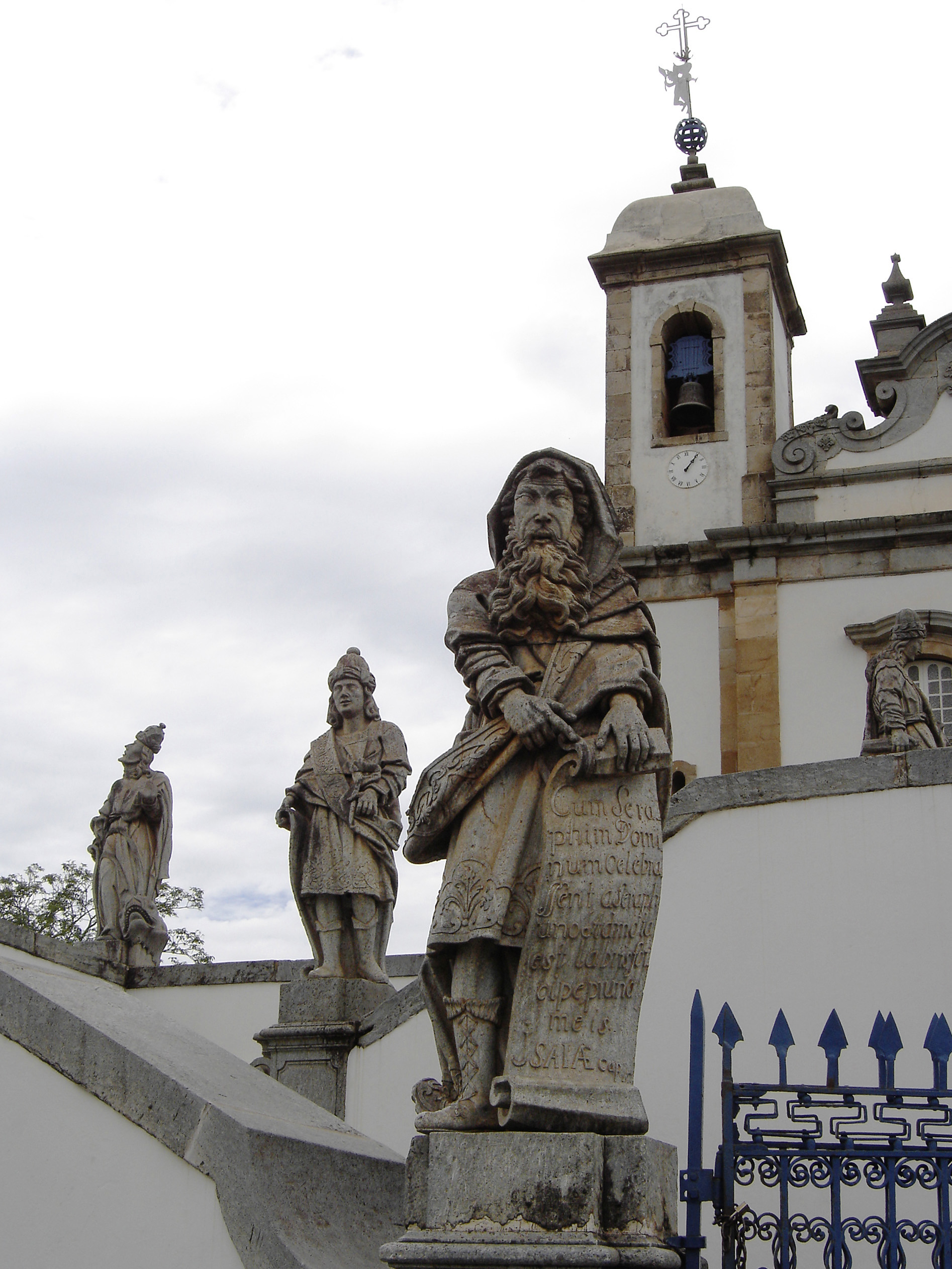
Isaías.

Um profeta do Antigo Testamento, Isaías abre a série de honra na entrada da escadaria do lado esquerdo do santuário.
A estátua esculpida por Aleijadinho tem o tipo físico de um personagem de idade avançada, barbas e cabelos abundantes. Veste uma túnica curta, que deixa descoberta a parte inferior das pernas calçadas de botas, sobre a qual se acha jogado um amplo manto. Segura um pergaminho com a mão esquerda, enquanto a direita aponta para o texto nele inscrito. Apresenta erros anatômicos de grande evidência, como a desproporção entre as partes superior e inferior do corpo, a estreiteza dos ombros, braços rígidos e curtos. Apesar de trazer a marca da interferência do "atelier", a expressão da cabeça de Isaías não é outra senão aquela criada pelo gênio de Aleijadinho. A verdadeira expressão de um iluminado diante de uma visão, constituindo-se em uma das mais importantes peças de todo o conjunto arquitetônico.

### Jeremias

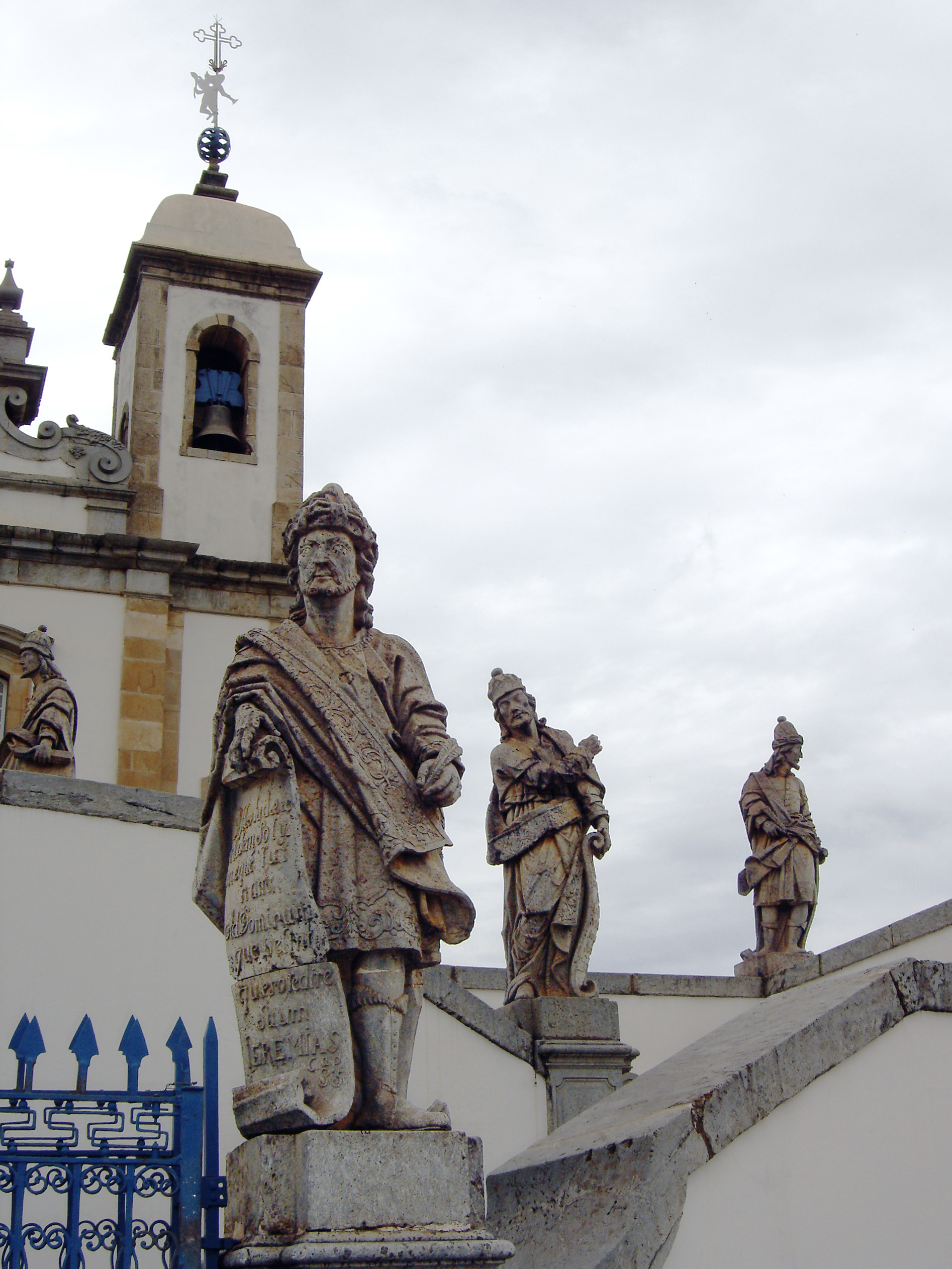
Jeremias.

Ocupa também posição de destaque na entrada da escadaria, à esquerda de Isaías, encontra-se o Profeta Jeremias, autor do segundo dos livros proféticos na ordem do Cânon bíblico.
O tipo físico do Profeta Jeremias, esculpido por Aleijadinho, é o de um homem de meia idade, com bigodes longos nas laterais da boca e a barba curta, composta de rolos frisados, à moda bizantina. Veste túnica curta, que deixa à mostra a perna esquerda, e manto levantado sobre o ombro direito, caindo até os pés na parte superior. Segura o pergaminho com a mão direita e, na esquerda, uma pena. Na cabeça, ostenta um magnífico turbante, arrematado por abas torcidas passando entre as presilhas.
Do ponto de vista anatômico, essa estátua apresenta deformidades. Entretanto, apesar dos defeitos observados, nota-se a intervenção de Aleijadinho na execução da cabeça, onde, sem dúvida, se concentra toda a força real da imagem.

### Ezequiel

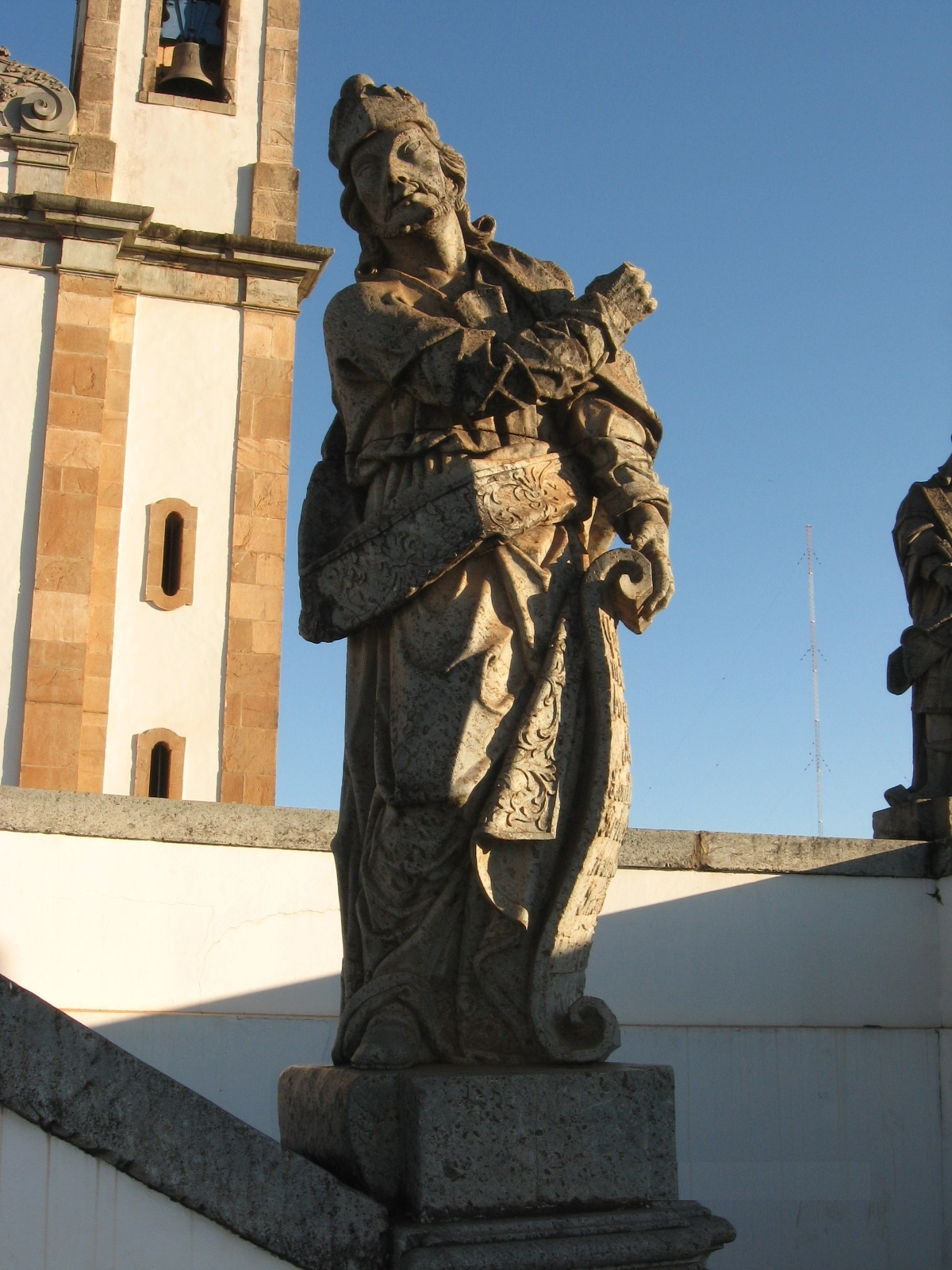
Ezequiel.

Do lado oposto a Baruque, no pedestal que arremata o muro de alinhamento central do adro, encontra-se Ezequiel, em posiçionado na ala central da escadaria. Ezequiel também é conhecido como o "profeta do exílio", por ter sido banido para a Babilônia com o povo de Israel.
A inscrição do pergaminho traduz a síntese de três etapas sucessivas da visão do profeta: primeiramente, aparecem-lhe quatro animais alados de quatro faces cada um, em seguida, as quatro rodas de um carro de fogo sustentando um trono de safira e, finalmente, sobre esse trono, o próprio Deus de Israel.
O tipo fisionômico de Ezequiel é o mesmo de Jeremias. Usa bigodes e barba curta, seccionada em dois rolos frisados e cabelos longos caindo sobre a nuca. Ao invés da túnica curta, o Profeta veste uma túnica longa e cintada, que deixa a descoberto apenas a ponta do pé direito, Em lugar do turbante, Ezequiel traz na cabeça um barrete com viseira presa por um laço acima da nuca. Recobrindo toda a parte posterior da imagem, o manto é magnificamente decorado por uma barra com desenho devolutas entrelaçadas.
A escultura não parece ter sofrido intervenção do atelier. Sua grande força de expressão revela cuidados particulares de Aleijadinho em sua execução. Além da impressionante expressão da cabeça, destaca-se também a significativa flexão do braço direito. Ezequiel foi escolhido como patrono e símbolo do jornal Estado de Minas, e a escultura é representada todos os dias sobre o expediente do jornal, no caderno de Opinião.

### Daniel

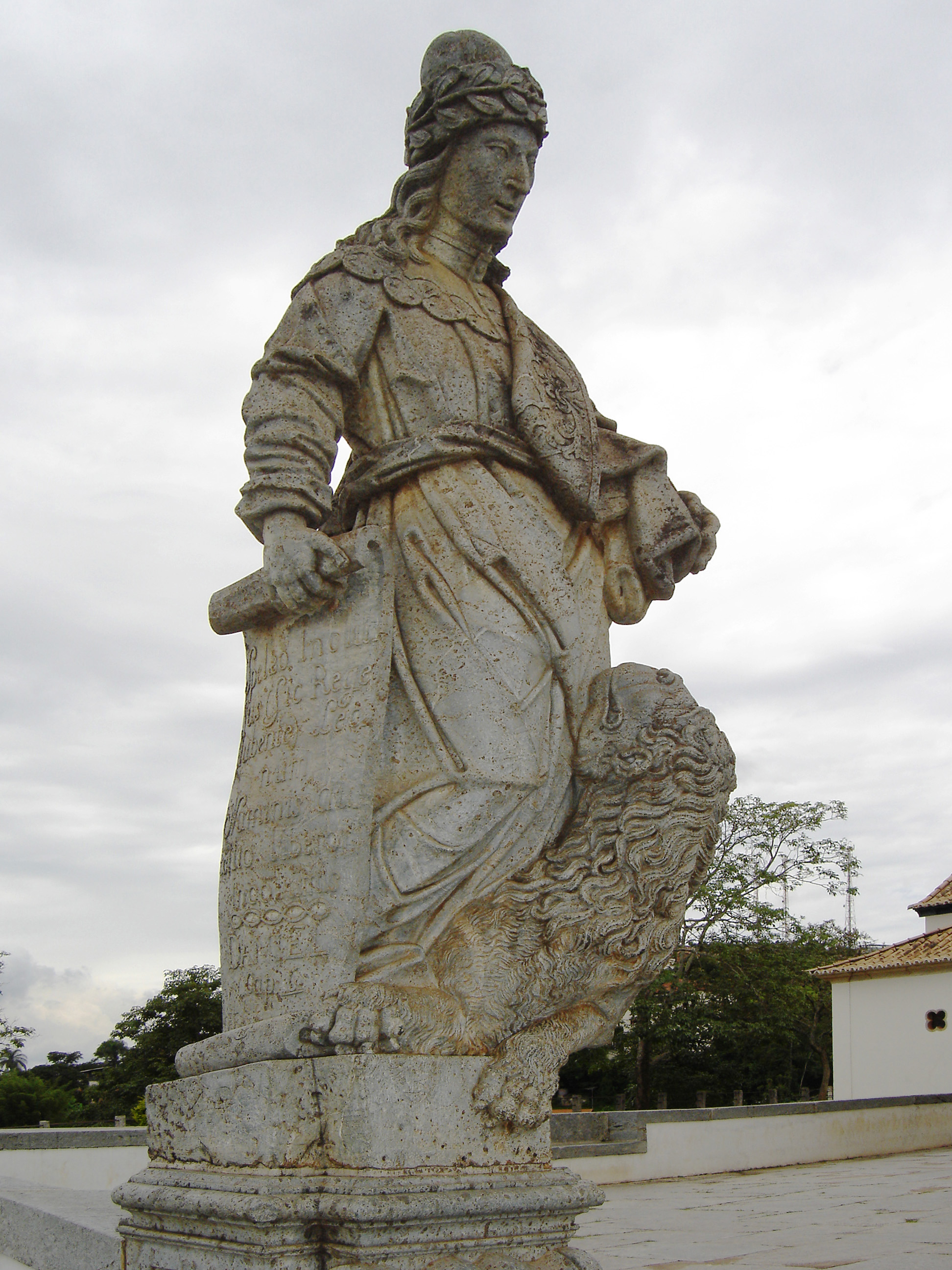
Daniel.

A estátua do  Profeta Daniel, está instalada no terraço do adro, ladeando a passagem para a entrada, em frente a Oseias, na ala central da escadaria, encontra-se a estátua. O confronto do quarto dos profetas maiores e do primeiro dos menores, nessa situação privilegiada, revela, mais uma vez, um projeto iconográfico preciso para as posições das estátuas no adro.
Os traços fisionômicos da escultura mostram um jovem imberbe como Baruque e Abdias. Entretanto, a fisionomia de Daniel difere da deles, pelo recorte especial dos olhos, a boca e o nariz longo, de narinas fortemente sulcadas, revelando em seu conjunto uma expressão altaneira e distante, própria de um herói cônscio de sua força. A coroa de louros que decora a mitra da cabeça acentua esse aspecto e é uma alusão evidente à vitória sobre os leões. Como Ezequiel, Daniel veste uma túnica longa, presa na cintura por uma faixa abotoada no colarinho.
Nessa escultura, parece que Aleijadinho dispensou qualquer colaboração de seus auxiliares. Trata-se da estátua de maior dimensão de todo o conjunto e, apesar disso, a peça é monolítica e particularmente bem executada, revelando, sem dúvida, a marca do gênio de Aleijadinho. A escultura foi feita ente 1800 e 1805.

### Oséias

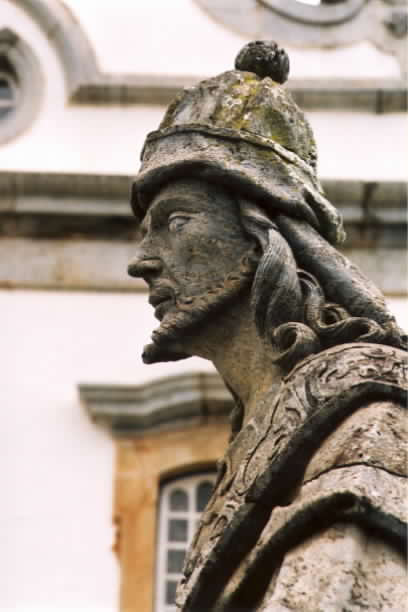
Oséias.

O mais importante dos profetas menores, Oseias, ocupa no Santuário lugar sobre o pedestal que arremata o parapeito de entrada do adro.
Oseias, assim como Ezequiel e Jeremias, veste um casaco curto, abotoado da gola à barra e preso na cintura por uma faixa. A cabeça é coberta por um barrete semelhante ao de Ezequiel. Calça botas tipo borzeguins e tem na mão direita uma pena, cuja ponta, apoiada sobre a barra do manto, reproduz uma atitude de quem está escrevendo.
A anatomia da escultura é correta, apesar da discrepância entre o comprimento dos dois braços.

### Baruque

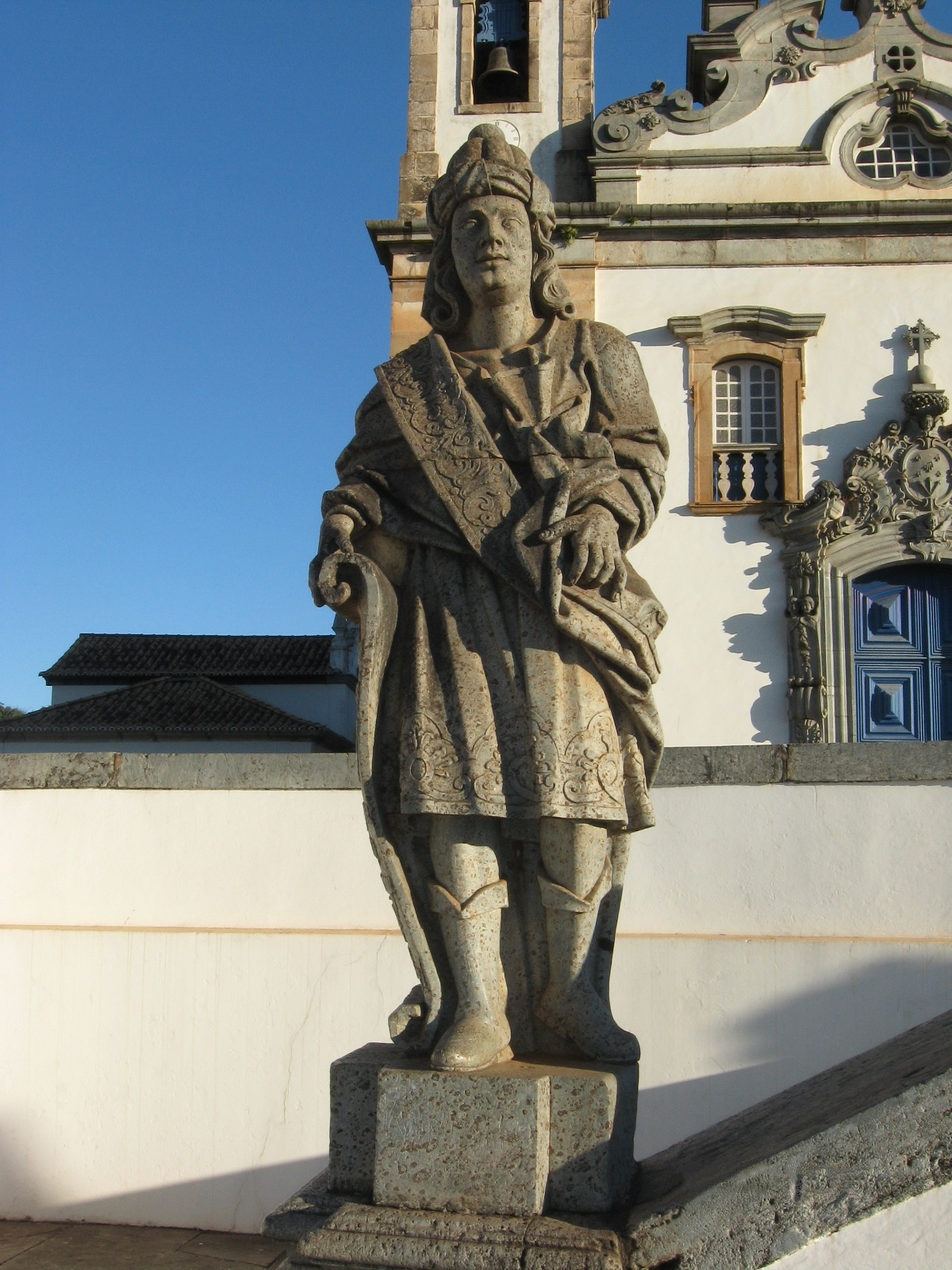
Baruque.

Apesar de não integrar a série dos profetas do Antigo Testamento, a inclusão de Baruque no conjunto estatuário de Congonhas justifica-se pelo seu destaque na ordem do Cânon bíblico.
Baruque traz nas mãos um pergaminho cuja citação é uma síntese de várias passagens de suas profecias.
A escultura, situada no pedestal que arremata o muro de alinhamento central do adro, representa um personagem jovem e imberbe, vestido de túnica curta e manto, calçando botas. Traz na cabeça um turbante com bordas decoradas semelhantes às do Profeta Jeremias.
Uma das mãos sustenta as pregas do manto, enquanto a outra segura o pergaminho. A peça, de proporções atarracadas e erros anatômicos evidentes, é uma das mais fracas do conjunto. A força da imagem, entretanto, vem da expressão do rosto, parte executada por Aleijadinho.

### Joel

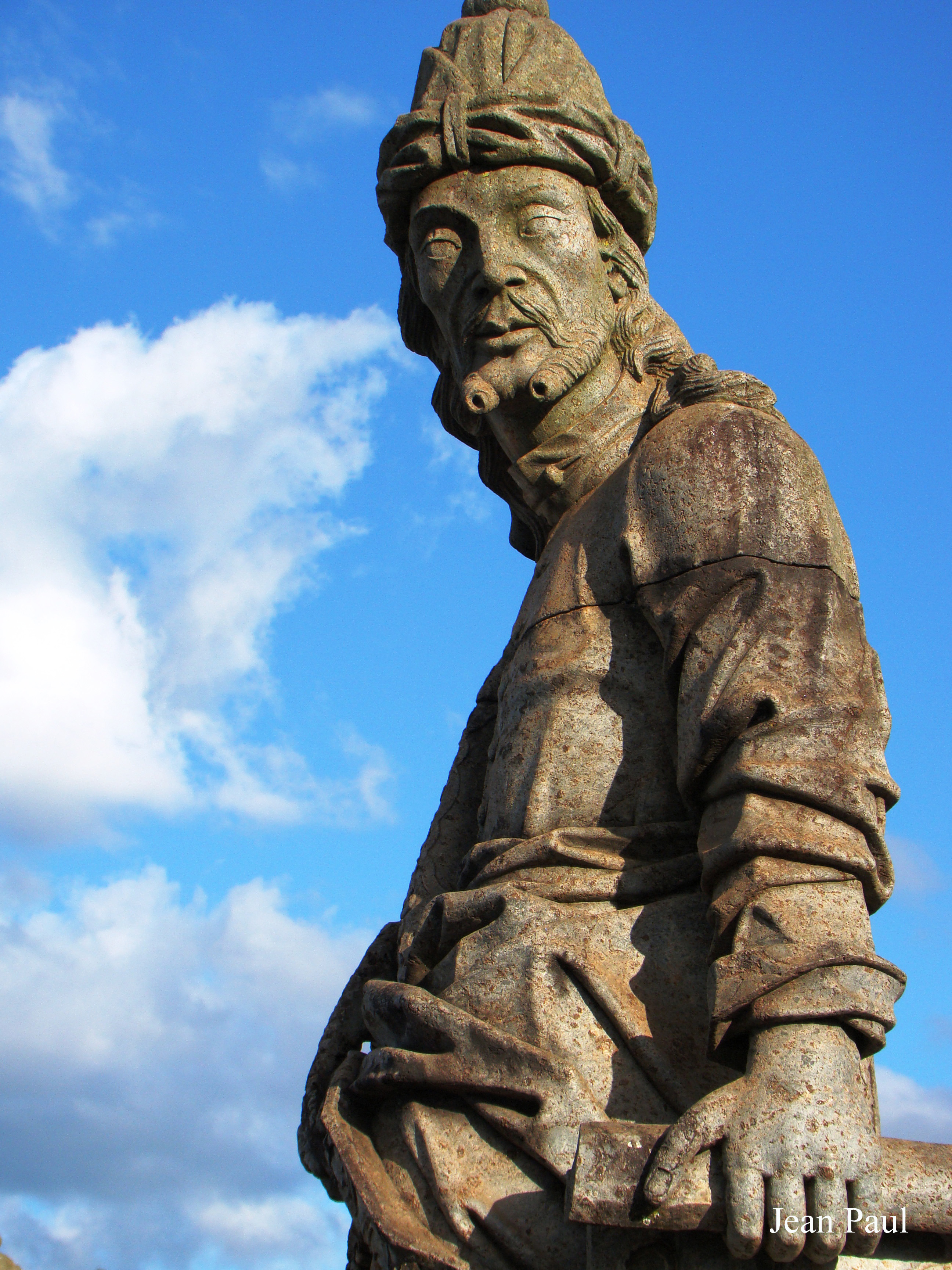
Joel.

Joel, o segundo dos profetas menores do cânon bíblico, ocupa seu lugar no adro à direita de Oseias, na junção do parapeito de entrada do adro e da parede interna lateral.
A fisionomia da escultura, assim como a de Jeremias, Ezequiel e Oseias, é de um personagem viril, de barba e bigodes em rolos à moda bizantina. A roupagem é semelhante à de Oseias, sendo a gola substituída por um colarinho alto. Joel traz à cabeça o mesmo modelo de turbante com abas retorcidas, já utilizado em Jeremias e Baruque.
A estátua praticamente não revela imperfeições anatômicas. É uma das mais vigorosas de todo o conjunto e sua força de expressão revela a atenção de Aleijadinho em grande parte de sua execução.

### Abdias

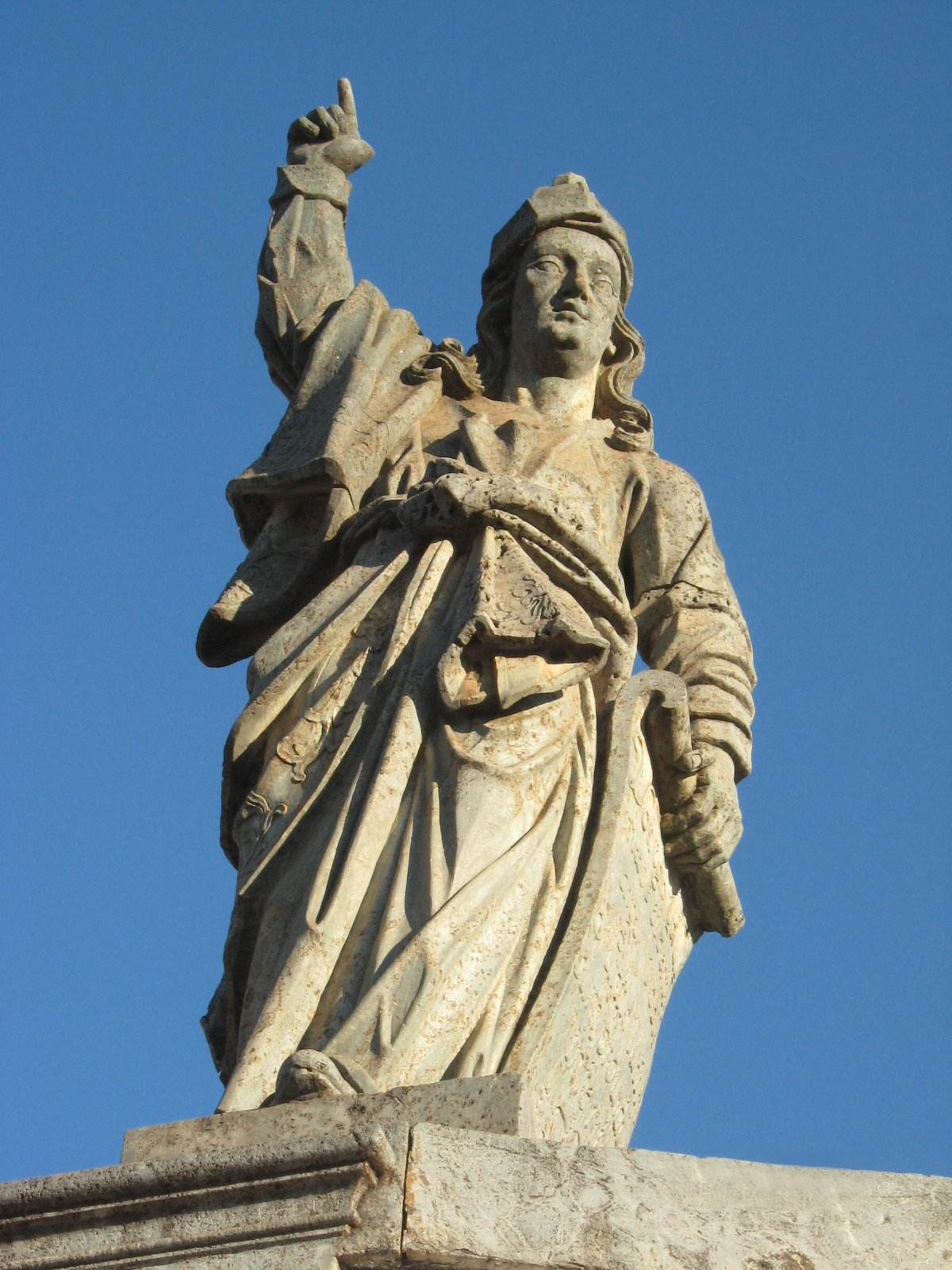
Abdias.

Abdias ocupa o ponto inferior do adro que une os muros dianteiros e lateral esquerdo no adro do Santuário.
A fisionomia de Abdias é de um jovem imberbe, assim como Baruque, Daniel e Amós, mas as proporções bem mais esbeltas dão a impressão de uma maior juventude. Abdias veste túnica e manto como os apóstolos da ceia, complementado apenas por um gorro simples, mas o arranjo das pregas é muito bem organizado num jogo erudito de luz e sombra.
Essa estátua pode ser analisada comparativamente à do profeta Habacuque, que ocupa posição equivalente no extremo oposto do adro. Exercendo visualmente a função de baluartes laterais do adro, Abdias e Habacuque têm a mesma atitude simétrica dos braços levantados para o alto, mesmo tipo de roupagem, assim como jogo aparentemente complicado dos panejamentos. Pela posição que ocupam, ambas estátuas receberam especial cuidado de Aleijadinho, sendo provável que a intervenção do "atelier" se tenha limitado ao acabamento das partes acessórias, uma vez que as imagens são anatomicamente perfeitas.

### Amós

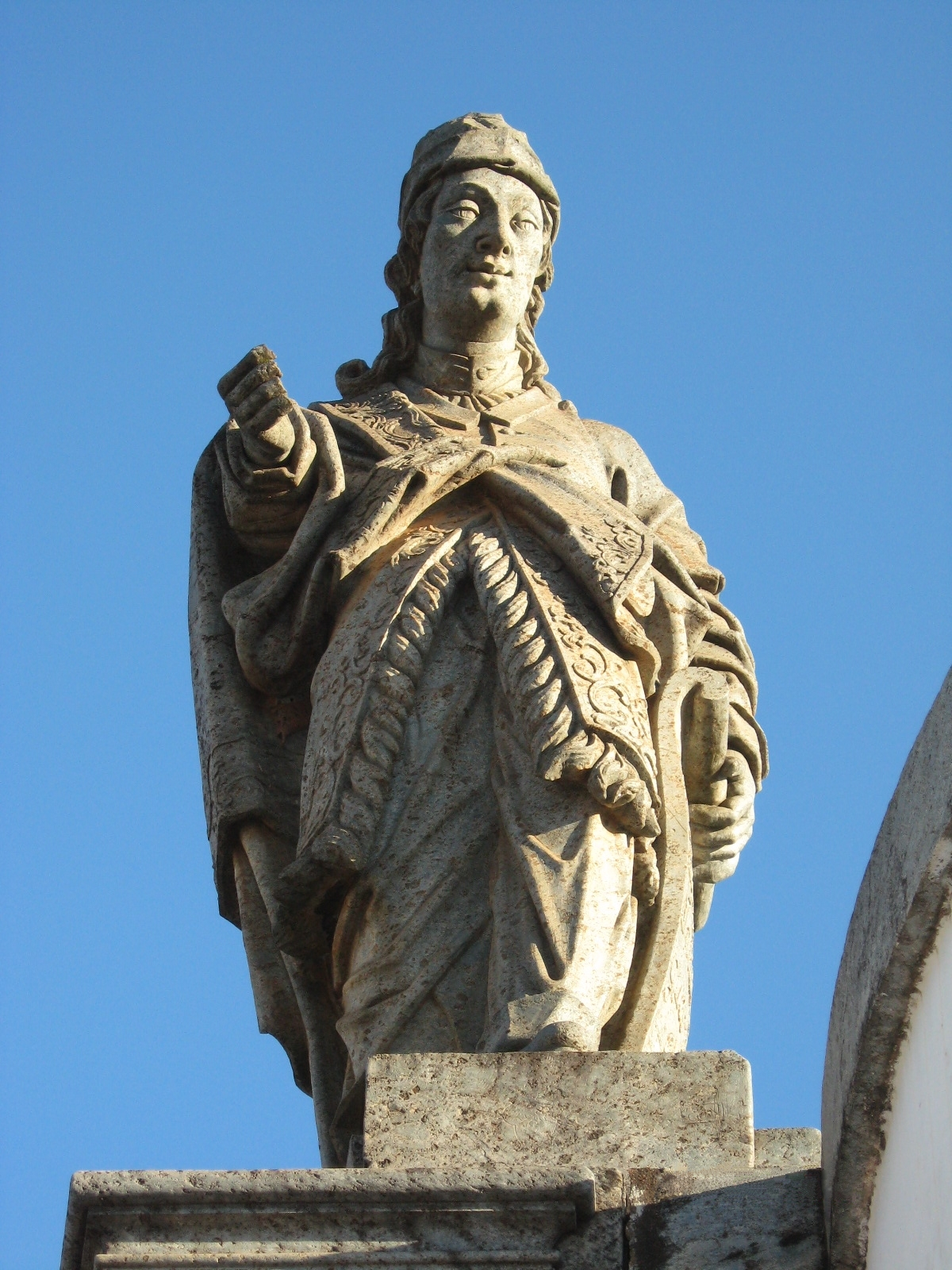
Amós.

No ponto extremo do adro, à esquerda, na parte superior do arco de circunferência que une os muros extremos dianteiro e laterais do Santuário, encontra-se a estátua do Profeta Amós.
Amós difere totalmente dos demais profetas do conjunto e essa diferença se faz notar tanto no tipo físico, quanto na indumentária. Seu rosto largo e imberbe tem a expressão calma, quase bonachona, como convém a um homem do campo. Suas vestes condizem com a sua condição de pastor. Amós está vestido com uma espécie de casaco debruado de pele de carneiro e traz na cabeça um gorro, de forma semelhante ao que usam ainda hoje os camponeses portugueses da região.
Dada a grande altura do muro em que está colocada, a escultura parece ter sido concebida para ser vista pelo lado esquerdo, já que o lado direito dela apresenta deformações, como, por exemplo, a omissão da perna da calça deste lado. Como a estátua de Daniel, é uma peça praticamente monolítica, com apenas uma pequena emenda na parte superior do gorro.

### Jonas

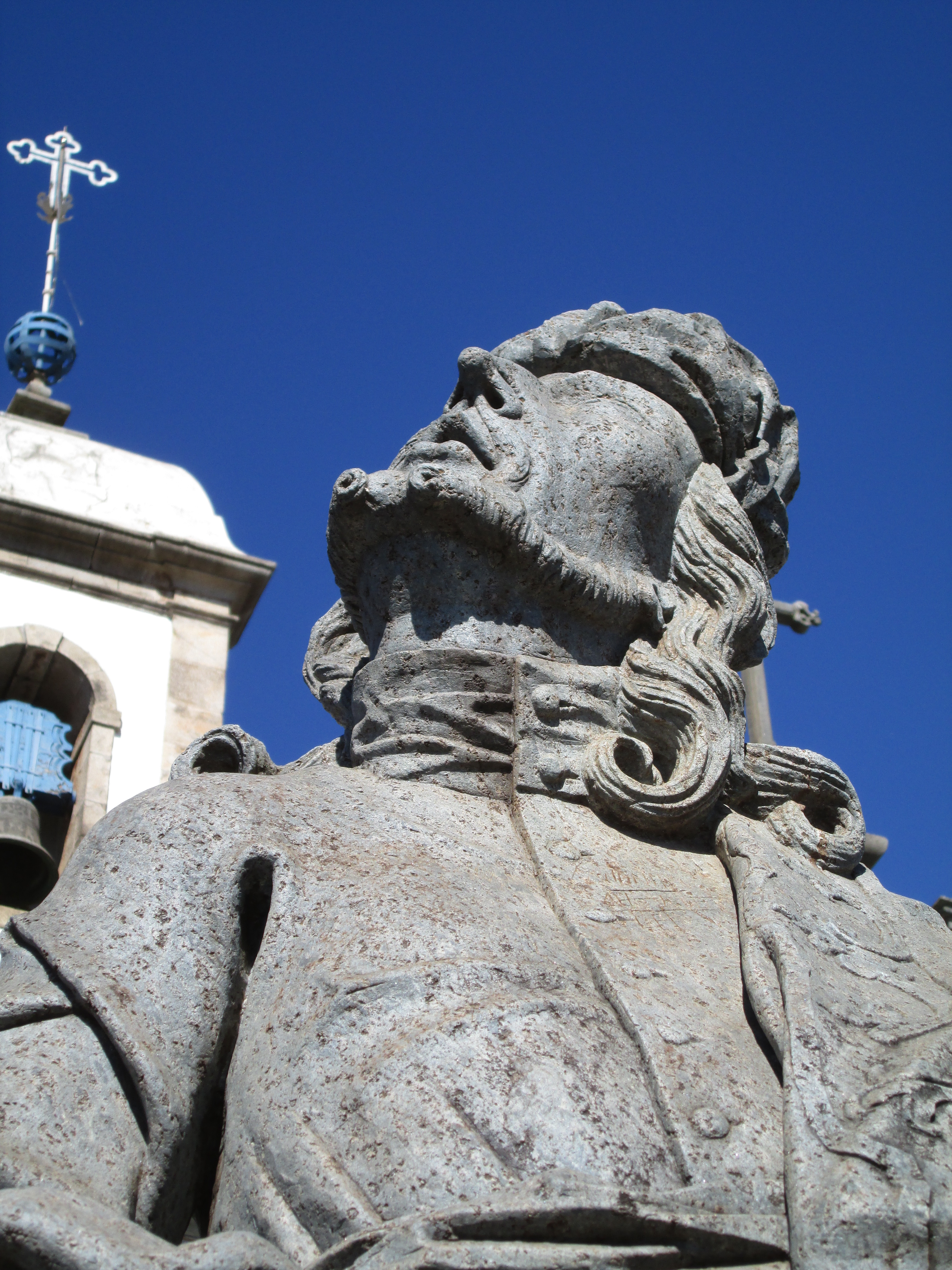
Jonas.

Ocupando posição simétrica dando de quatro à Joel, no ponto de encontro dos muros que formam o parapeito de entrada do adro à esquerda, encontra-se a estátua de Jonas. Para o mais popular dos profetas menores, Aleijadinho reservou lugar de destaque, colocando-o junto de Daniel.
A estátua de Jonas repete o mesmo padrão tipográfico já anteriormente usado para as imagens de Jeremias, Ezequiel, Oseias e Joel. Sua fisionomia, entretanto, apresenta traços distintos, como a boca entreaberta com os dentes aparentes e a cabeça voltada para o alto. O vestuário de Jonas se compõe de uma espécie de batina, com colarinho, abotoada até a cintura, onde é presa com uma faixa. O profeta traz também um manto jogado sobre o ombro esquerdo e o habitual turbante em forma de mitra, com abas retorcidas. A estátua parece ter recebido de Aleijadinho o mesmo cuidado especial dispensado a Daniel. Não se nota qualquer traço indicador da intervenção do "atelier". Acham-se reunidos nessa peça dois aspectos essenciais de seu gênio criador: a capacidade de expressão dramática que caracteriza a visão frontal da estátua e o ornamento visível na parte posterior, onde a silhueta sinuosa da baleia, com cauda e barbatanas, parece emergir de um chafariz rococó.

### Habacuque

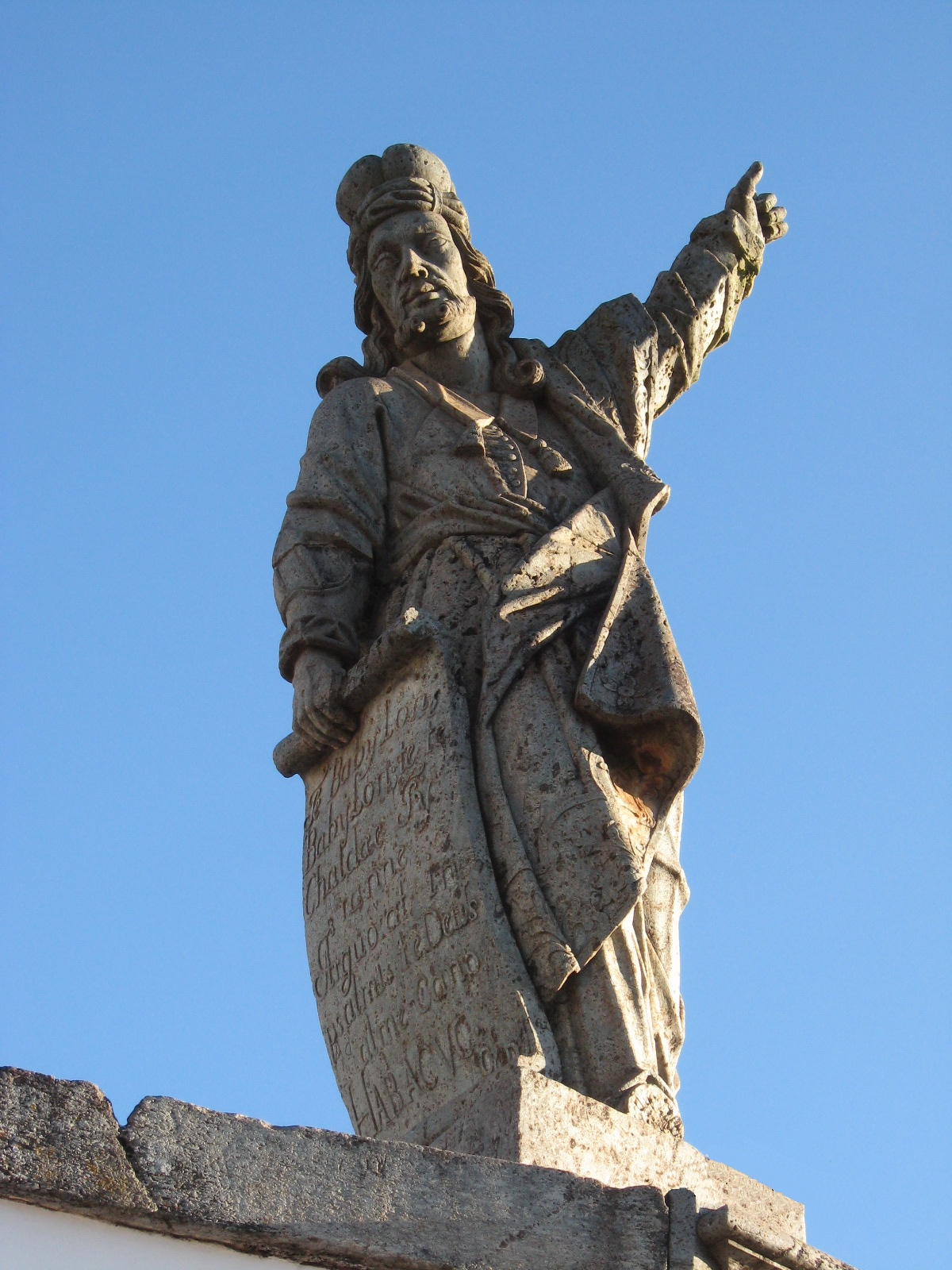
Habacuque.

Habacuque, o oitavo dos profetas menores, encerra a série dos profetas de Congonhas. Situa-se em posição equivalente à de Obadias, no ponto inferior do arco que une os muros dianteiro e lateral direito do adro.
Novamente se repete o padrão tipográfico anteriormente utilizado para Jeremias, Ezequiel, Oseias, Joel e Jonas. O vestuário de Habacuque é composto pela mesma sotaina envergada por Naum e Jonas, desta vez acrescida de uma gola cujas pontas são ornadas de borlas. O profeta traz na cabeça o mais complicado turbante de toda a série, no qual se encontra um plano superior dividido em quatro gomos arredondados, com uma cobertura arrematada por uma borla pendente. A estátua recebeu de Aleijadinho cuidados especiais tanto por sua localização, quanto por sua execução, onde é mínima a interferência do "atelier".

### Naum

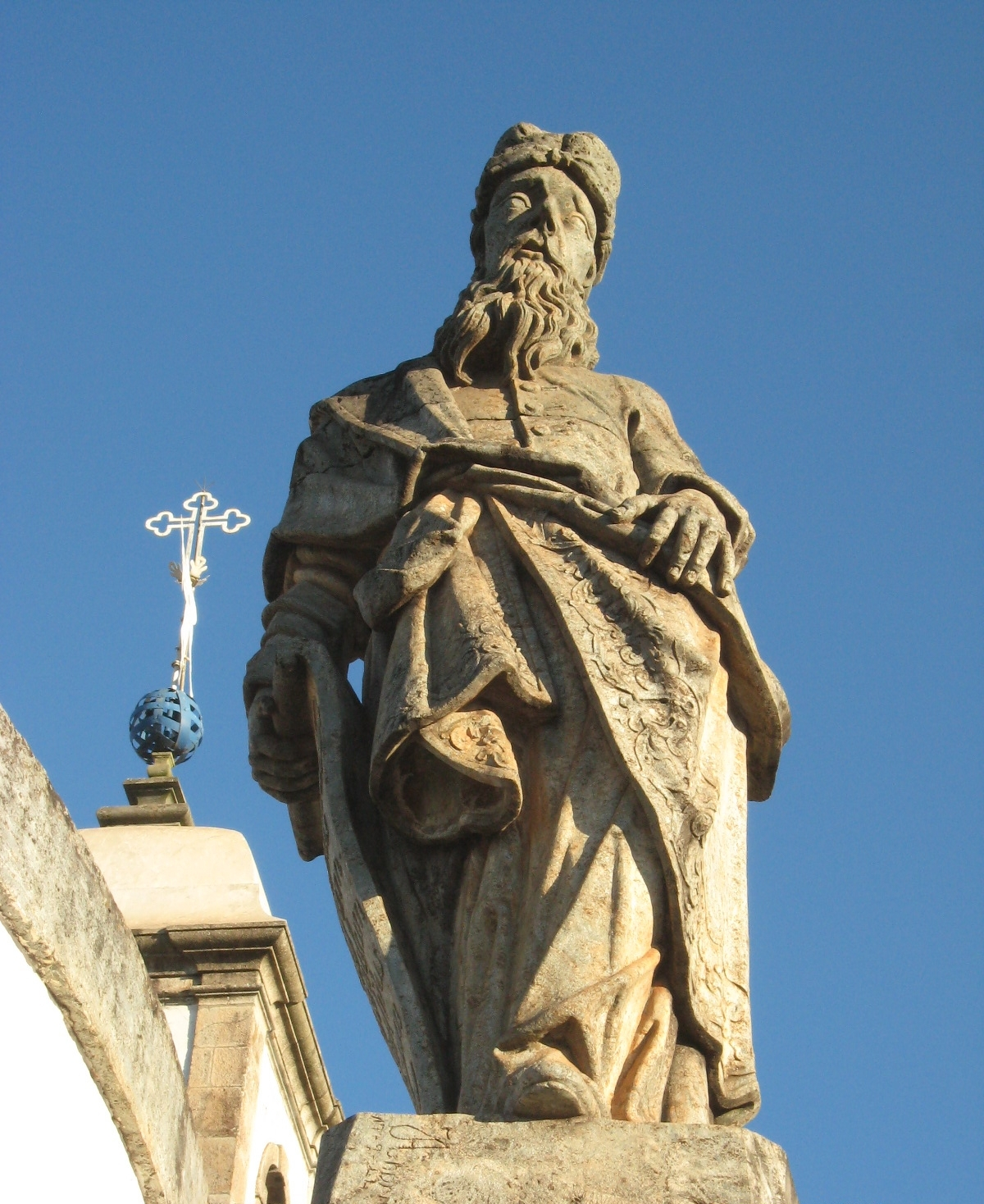
Naum.

Na extremidade direita do adro, ocupando o ponto superior do arco que une os muros externos dianteiro e lateral, encontra-se a estátua de Naum, o sétimo dos profetas menores.
O tipo físico da figura de Naum é o de um velho de barbas longas, postura vacilante e faces maceradas. Veste uma sotaina longa, abotoada até a cintura. A intervenção do "atelier" de Aleijadinho nessa peça aparece de forma evidente, a começar pela execução do turbante que Naum traz à cabeça. Alguns detalhes, como as barras ornamentais do manto e a deficiência da articulação geral do conjunto comprovam essa intervenção, parecendo possível que Aleijadinho tenha apenas concebido os traços iniciais da estátua.

## Conservação
O conjunto de estátuas tem passado por processos de avaliação e limpeza continuados desde 2005, ação esta que é repetida trimestralmente. Participam destas atividades de manutenção o Programa Monumenta, ligado ao Ministério da Cultura, a Fundação Centro de Tecnologia de Minas Gerais (Cetec), o Instituto do Patrimônio Histórico e Artístico Nacional (Iphan) e a Universidade Federal de Minas Gerais (UFMG).
As estatuas são submetidas a exames de ultra-sonografia para identificação de fissuras, descoloração e descolamento de partículas. A limpeza é feita com biocida que é uma substância ativa que agem contra a ação de microrganismos.